# Urmias flygplats
Urmias flygplats, officiellt Shahid Bakeri Urmias internationella flygplats (persiska: فرودگاه بین‌المللی شهید باکری ارومیه), är en flygplats i Iran. Den ligger i den nordvästra delen av landet, i provinsen Västazarbaijan. Flygplatsen ligger 1 323 meter över havet. Närmaste större samhälle är provinshuvudstaden Urmia, 13 km söderut.